# Royal Theater
Het Royal Theater is een bioscoop in Heerlen, sinds 2019 in gebruik bij Filmhuis de Spiegel.
De bioscoop is gelegen aan de overkant van het treinstation. Het eivormige gebouw dateert uit 1938. Het is ontworpen door Frits Peutz en J. Bongaerts. De gebouwen achter Royal zijn later gebouwd. Hieronder ook een ander gebouw van Peutz, Rivoli uit 1958.
Oorspronkelijk telde de Royal-zaal 1180 zitplaatsen. Dit is later gereduceerd tot 743 om meer beenruimte te creëren. Sinds medio 2010 is, na een grondige renovatie, het totale aantal stoelen teruggebracht tot 672 (409 in Royal, 188 in Rivoli, 75 in Maxim).

## Geschiedenis

### Beginjaren
In 1903 besloot Laurentius van Bergen om een reizende bioscoop te beginnen naast zijn bestaande kermisattracties. Twintig jaar later droeg hij het bedrijf over aan zijn zonen Alexander, Max en Mathieu. Die zagen meer brood in de bioscoopactiviteiten dan in de kermisattracties. In 1932 bouwden zij hun eerste bioscoop in Roermond, die een groot succes werd. Heerlen was in die tijd een stad in opkomst vanwege de kolenmijnen. Er waren al meerdere bioscopen in Heerlen (Stadschouwburg, Hollandia, en Universal), toch liet de Nederlandse Bioscoopbond de bouw van een nieuwe bioscoop toe.
Max van Bergen gaf Frits Peutz de opdracht om een bioscoop te ontwerpen. De bouw van Royal werd in 1937 begonnen en in minder dan 100 dagen was het gebouw gereed. Het was opgetrokken uit de door Peutz geliefde materialen beton en glas. Het theater wordt geopend op 29 januari 1938 met de openingsfilm 'Mutterlied'. een Duits/Italiaanse productie. Bij de opening overklaste Royal meteen het twee weken daarvoor na een renovatie heropende Hollandia Theater.

### Tweede Wereldoorlog
Gedurende de Tweede Wereldoorlog bleef de Royal redelijk goed lopen, ondanks de regelmatige boetes die de eigenaar kreeg voor het niet vertonen van propagandafilms, het draaien van verboden zaalmuziek en het beledigen van NSB'ers.
Het verzet gebruikt de kelders van de bioscoop als opslagruimte van wapens en in de kleedkamers hield men geallieerde piloten verborgen. Op 11 juni 1942 was de met hakenkruisen versierde Royal toneel voor een nazi-bijeenkomst waar Seyss-Inquart en Mussert een voordracht hielden.
Na de bevrijding op 17 september 1944 werd Royal gebruikt door de Amerikanen. Heerlen is in de periode van eind september 1944 tot augustus 1945 een 'Restcentre', een rustplaats waar Amerikaanse soldaten van het front een paar dagen vertier konden zoeken en uitrusten. ’s Nachts werd de theaterzaal gebruikt voor verhoor van krijgsgevangenen en overdag en ’s avonds vinden er grote shows plaats met beroemde artiesten als Marlene Dietrich en Bob Hope.

### Na de oorlog
Nadat in 1945 ook de rest van Nederland bevrijd was, keerde Royal terug tot het leven van alledag. In 1948 openden de gebroeders Van Bergen een derde Royal Theater in Weert en bezaten sinds oktober 1940 ook de Scala bioscoop in Heerlen. Max van Bergen nam de leiding over de twee Heerlense bioscopen op zich. Max’ zoon Laurentius (Lou) weekte al op vroege leeftijd mee in het bedrijf en nam gaandeweg taken over van zijn vader. In de naoorlogse jaren vonden veel vernieuwingen plaats, vooral op technisch gebied. In 1958 werd het theater verbouwd, de kleedkamers verdwenen en er kwam een tweede bioscoopzaal.
In 1973 stopte Lou van Bergen met de exploitatie van Royal, Rivoli en Scala. Hij ziet geen brood meer in de bioscoopbranche. Scala sloot voorgoed en Royal en Rivoli worden verhuurd aan Tuschinski. Het werd er niet beter van en in 1984 nam de familie het bedrijf weer in eigen handen. In 1986 werrd nog een derde zaal aangebouwd met 75 zitplaatsen. Deze zaal werd Maxim gedoopt, als eerbetoon aan Max van Bergen.

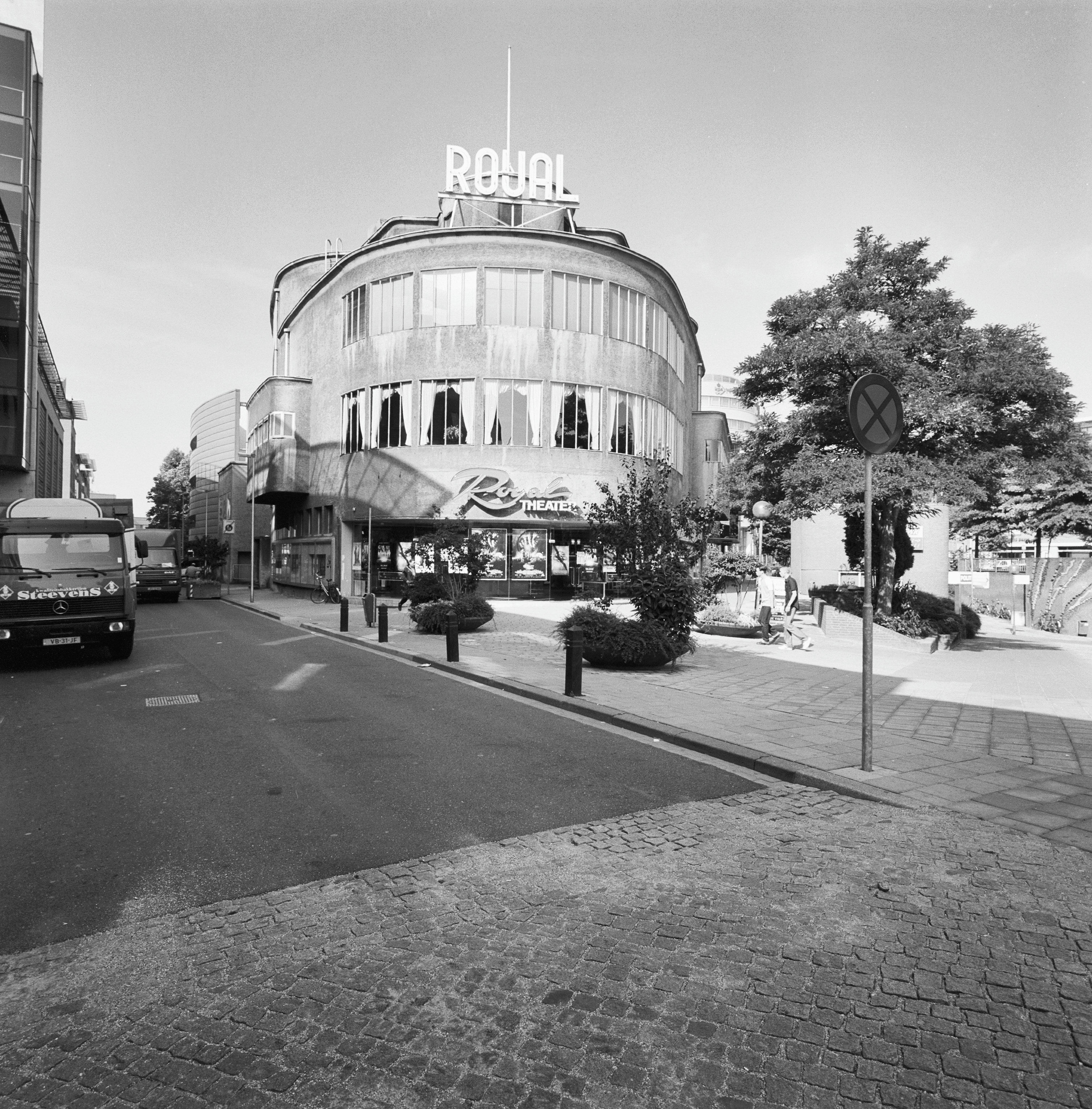
De bioscoop in 2001 aan het oude Stationsplein

Toen rond 2003 de bioscoopbezoeken in Nederland opnieuw begonnen te dalen besloot men met Royal een nieuwe koers te varen. De theaterfunctie moest weer terugkomen, er werd geëxperimenteerd met muziek en theater. De formule leek succesvol, mede dankzij een langdurige sluiting van de Stadsschouwburg voor een ingrijpende verbouwing. Vanaf eind 2004 was Royal naast bioscoop blijvend actief met speciale evenementen.

### Digitalisering en uitbreiding
In februari 2009 begon Royal Theaters met digitale 3D-voorstellingen. Als eerste bioscoop in Nederland bood Royal digitale en 3D-projectie in alle zalen. In juli 2009 werd bekend dat de gemeente Heerlen het gebouw over zou nemen en grondig zou renoveren. Met de zittende ondernemer werd een huurperiode van vijf jaar overeengekomen. Ongeveer gelijktijdig werd begonnen met een ingrijpende renovatie van de zalen en interieurs. Royal, Rivoli en Maxim kregen nieuwe, grotere filmdoeken, nieuwe geluidsinstallaties en nieuwe projectoren. De balkons werden verbouwd en het aantal zitplaatsen werd verder teruggebracht om meer (been)ruimte te bieden. De renovatie van de zalen en foyers duurde tot juli 2010.

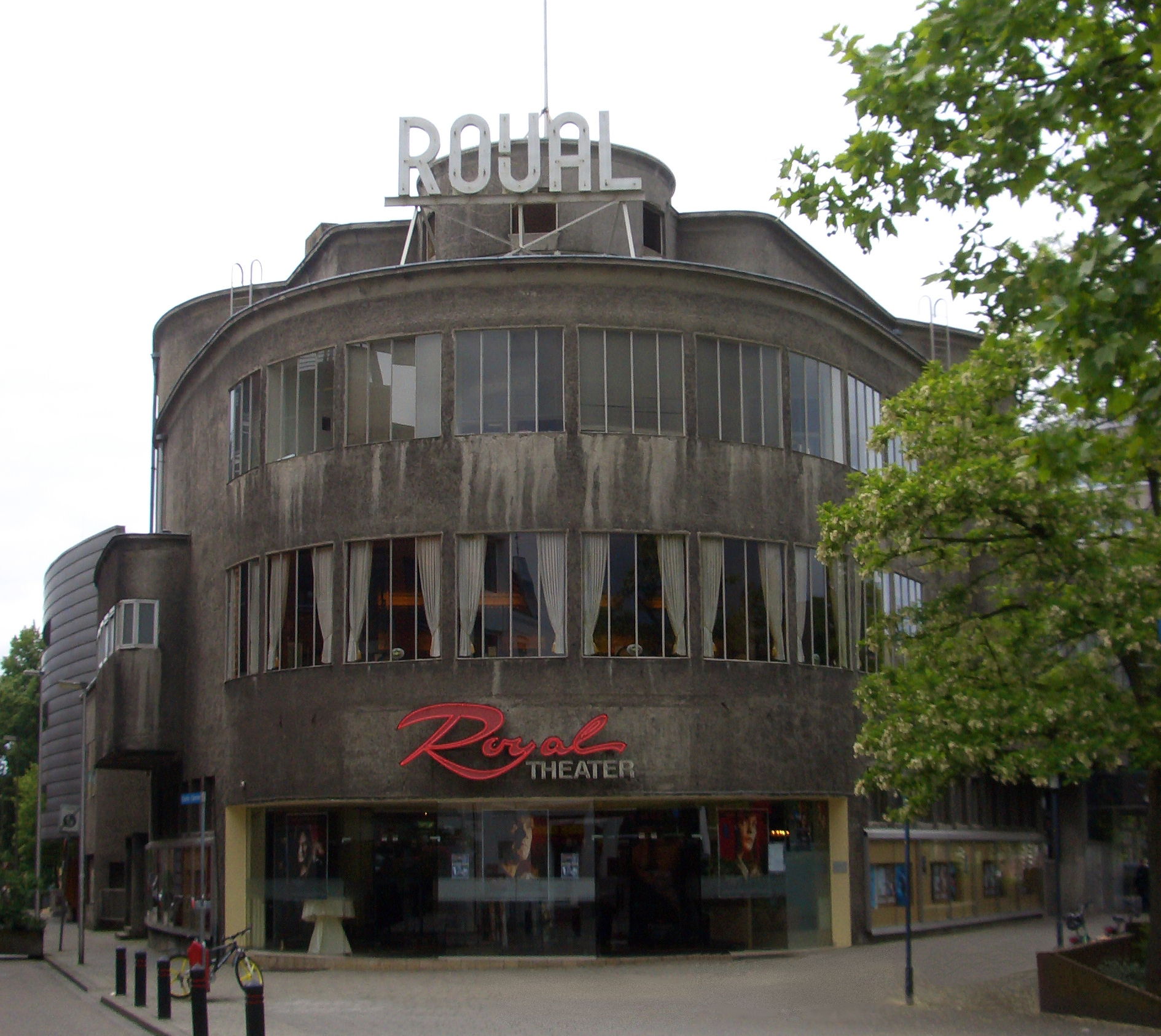
De Bioscoop in 2006, de vervuilde gevel is goed zichtbaar

Op 1 juli 2011 kocht Royal-exploitant Laurens van Bergen het concurrerende H5 Theaters over van exploitant Henk Winkens, die met pensioen ging. Hierdoor werd het voor Royal mogelijk om met acht zalen een aanzienlijk breder filmaanbod te presenteren. Sommige critici zetten vraagtekens bij de renovatie van de drie Royal-zalen en de aankoop van H5, omdat door de aankoop van het Royal-pand door de gemeente Heerlen de indruk ontstond dat dit alles met subsidie werd gefinancierd. De renovatie en aankoop van de H5 werden echter volledig door de exploitant zelf bekostigd. Wel bedong de gemeente Heerlen als eigenaar van het monumentale pand een aantal noodzakelijke ingrepen. Zo werd het gebouw voorzien van een betere brandbeveiliging en werd de oude oliegestookte verwarmingsinstallatie vervangen door stadsverwarming. Tevens werd besloten om de door steenkoolstof vervuilde gevel te reinigen, zodat deze zijn oorspronkelijke kleur weer terugkreeg. De gemeente Heerlen had nooit invloed op de exploitatie van de bioscoop.

### Concurrentie en tijdelijke sluiting
In september 2013 kreeg Royal Theaters een felle concurrent met de komst van Vue Parkstad (toen nog JT Parkstad) in Kerkrade. De nieuwe megabioscoop in de aangrenzende gemeente trok direct een groot percentage bezoekers weg. Eind 2013 vond bij Royal een grote ontslagronde plaats in een poging het bedrijf draaiende te houden, maar het mocht niet baten. De exploitant sloot op 1 augustus 2014 na ruim 76 jaar definitief de bioscoop. Hij zette de onderneming voort in het in 2011 aangekochte voormalig H5-complex. Dankzij de monumentale status zou Royal als gebouw behouden blijven.

### Filmhuis
In 2019 werd de oude bioscoop heropend, gebruikers werden Stichting Limburg Film Office, Filmhuis De Spiegel, Cinesud en Dutch Mountain Film Festival, organisaties en activiteiten die voorheen onder meer in het Glaspaleis huisden.